# Intercambio de idiomas
El intercambio de idiomas es un método para el desarrollo del lenguaje basado en la práctica de idiomas por parejas de estudiantes de idiomas que hablan diferentes idiomas. Normalmente, esta práctica se lleva a cabo por dos hablantes nativos que enseñan el uno al otro su idioma nativo. Los intercambios de idiomas son diferentes a otros métodos de aprendizaje porque normalmente no se usan temarios o actividades a la hora de realizarlos. A veces, los intercambios de idiomas también son denominados como Tándems Lingüísticos.
En contextos modernos, un “intercambio de idioma” normalmente se refiere a la enseñanza mutua de la lengua materna entre compañeros. Se considera que este método sirve de ayuda a la hora de obtener el dominio de un idioma, especialmente a la hora de conseguir fluidez oral y comprensión auditiva. Los intercambios de idiomas que se hacen por escrito o en chats también ayudan a la compresión lectora y habilidades escritas. Cabe destacar que el objetivo de un intercambio de idiomas también es desarrollar y mejorar el conocimiento sobre un idioma y las capacidades interculturales, ya que se suele establecer una interacción social con el hablante nativo. Dado que los intercambios de idioma normalmente se llevan a cabo entre hablantes de distintos idiomas, se suele producir la mejora de la comunicación intercultural como beneficio de.

## Historia
Esta práctica ha sido utilizada históricamente para intercambiar el conocimiento entre idiomas extranjeros. Por ejemplo, John Milton dio la oportunidad de practicar hebreo, griego, latín y francés a Roger Williams. En cambio, John Milton recibió conocimientos del idioma neerlandés. Los escritos indican que los primeros intercambios de idiomas se produjeron sobre el año 1800, donde críos de edad escolar fueron introducidos a un nuevo programa de intercambio lingüístico. Países como Bélgica y Suiza también fueron pioneros en introducir programas de intercambio de idiomas, ya que en los dos países se habla más de un idioma. Jóvenes franceses y alemanes empezaron con los intercambios de idioma en 1968, y después fueron expandiéndose hasta lugares como Turquía o Madrid.

## En educación
Las universidades están experimentando cada vez más con los intercambios lingüísticos como parte del proceso de aprendizaje de un idioma. En este aspecto, los intercambios de idiomas tienen un rol similar a los programas de estudio en el extranjero y los programas de inmersión lingüística creando entornos donde el estudiante tiene que usar el idioma extranjero de forma natural fuera del entorno escolar. Los viajes con el objetivo de aprender idiomas han aumentado considerablemente durante los últimos años. Sin embargo, existen algunas dudas sobre este tipo de programas a la hora de sustituir la enseñanza formal de los idiomas, ya que es difícil adquirir conocimientos formales de gramática y escritura.

## Beneficios
Los intercambios de idiomas han sido vistos como una herramienta valiosa para complementar el aprendizaje de idiomas en las escuelas de idiomas. Los intercambios lingüísticos suelen beneficiar al dominio en la parte oral, la fluidez, la adquisición de vocabulario coloquial, y el uso vernáculo. Otra ventaja importante de un intercambio de idioma es la exposición a la cultura del hablante nativo. Entender la cultura del hablante nativo puede ayudar a entender cómo y por qué se usa un idioma. Esto también da al entorno de aprendizaje un ambiente distendido y productivo. Aprendiendo el idioma con un hablante nativo, cada persona obtendrá un mayor entendimiento del idioma, ya que están aprendiendo de una persona que tiene conocimiento y base en el idioma. En cambio, si se aprende de una persona que ha adquirido el idioma como segundo idioma, existe el riesgo de que lo que esté enseñando no sea correcto.

## Tecnología
Con el crecimiento de internet, los intercambios de idiomas usando redes sociales y tecnologías de voz sobre IP se han convertido muy populares. Las redes sociales de aprendizaje de idiomas ofrecen la posibilidad de encontrar compañeros en cualquier parte del mundo, y de hablar o chatear mediante el uso de aplicaciones de mensajería instantánea. Por otro lado, el desarrollo de distintas webs y apps ha dado lugar a que hoy en día se hayan impulsado nuevos tipos de intercambios de idiomas. Existen numerosas plataformas que permiten organizar intercambios de idiomas en pubs o bares u organizar intercambios de idiomas en el extranjero.
Estos avances han permitido que los estudiantes que antes no podían encontrar compañeros para intercambios, puedan buscar hablantes nativos de un idioma en línea.